# Scotch woodcock

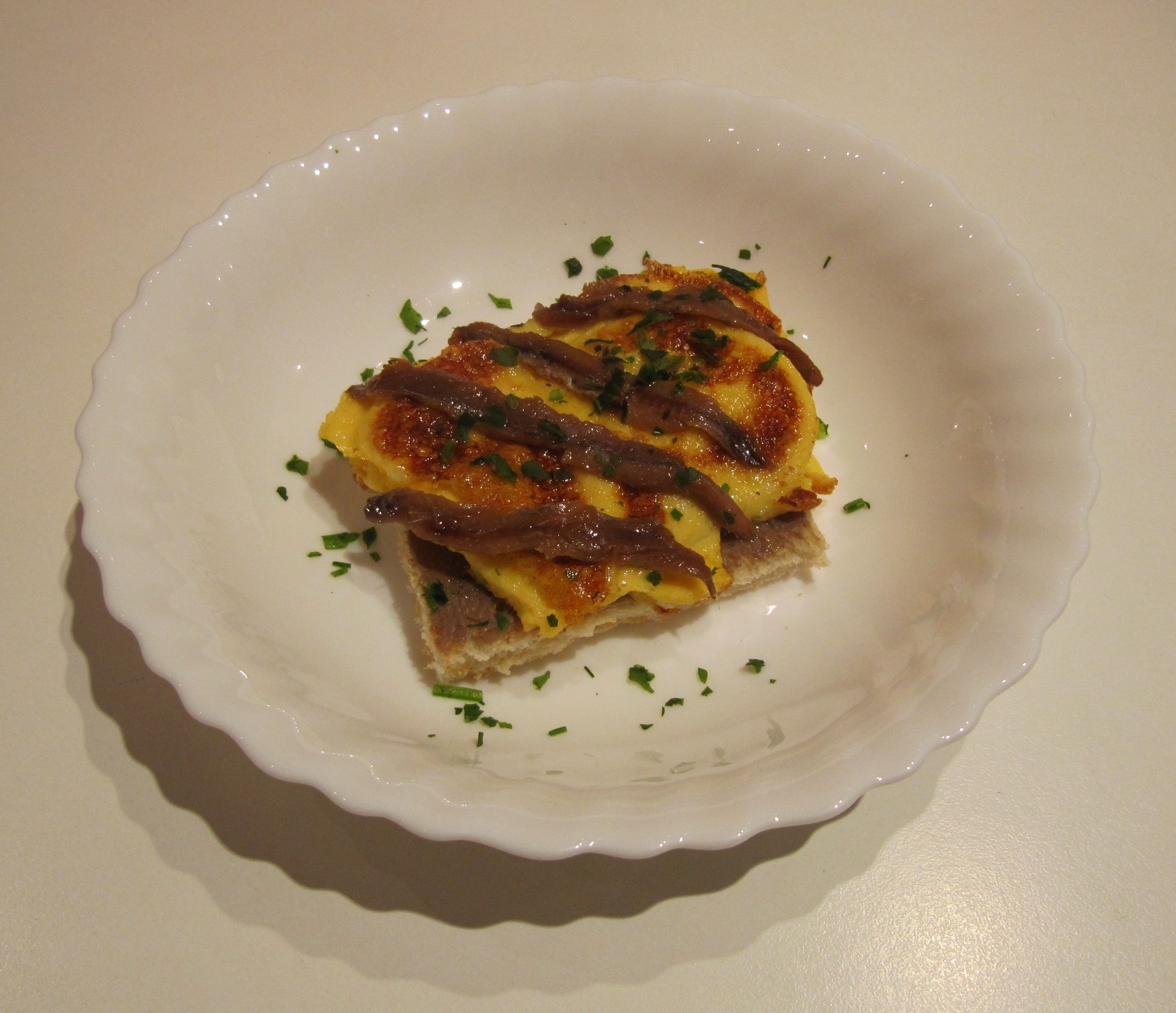
Traditionelle Anrichteweise von Scotch woodcock auf Toastbrot

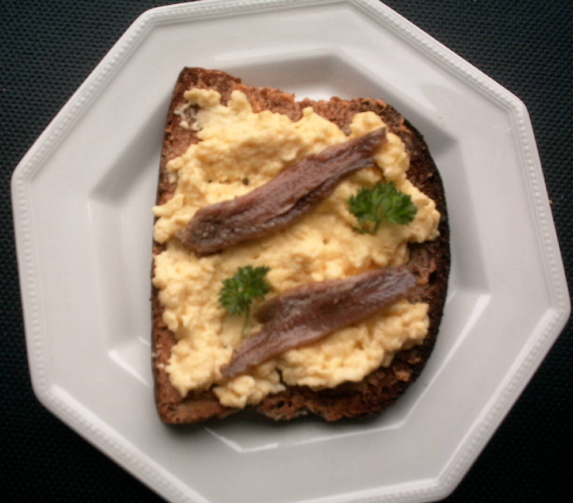
Scotch Woodcock mit einer Scheibe Roggenbrot

Scotch woodcock [skɒtʃ ˈwʊdkɒk] (Anhörenⓘ) ist ein Gericht der englischen Küche, das traditionell aus einer Scheibe gerösteten Toast- oder Weißbrots besteht, die dünn mit Gentleman’s Relish bestrichen, mit Rührei und Anchovis belegt und mit Petersilie garniert serviert wird.

## Etymologie und Geschichte
Die Herkunft des Namens dieses Gerichts (auf Deutsch wörtlich „schottische Schnepfe“; es stammt weder aus Schottland noch hat es mit Wäldern oder Schnepfen zu tun) ist ebenso unbekannt wie sein Erfinder. Das Universal Etymological Englisch Dictionary von Nathan Bailey aus dem Jahr 1731 bezeichnet als „woodcock“ ein spezielles Skalpell zur Öffnung des Thorax und klassifiziert es unter dem Oberbegriff „Messer“, weswegen es einen Zusammenhang zum Essbesteck geben könnte, da es sich bei „Scotch woodcock“ nicht um Fingerfood handelt.
Das Rezept selbst, ohne Zugabe von Gentleman’s Relish, ist älter, denn es findet sich bereits unter dem Namen Scotch woodcock, mit gehackten Anchovis, in einem Kochbuch von 1851.
Dieser Imbiss ist in allen bekannten Variationen typisch für das Viktorianische Zeitalter. Er fand sich von 1870 bis 1949 auf der Speisekarte der Gastronomie im Britischen Parlament und wird noch heute in den Gentlemen’s Clubs der Universitäten in Cambridge und Oxford als Alternative zu süßem Gebäck oder einer Käseplatte zur Teezeit angeboten.

## Ähnliche Gerichte
- Welsh rarebit